# Allergic To Water
Allergic To Water és el divuitè àlbum d’estudi en solitari de la cantant i compositora Ani DiFranco publicat al 2014.
DiFranco compta per primera vegada amb la col·laboració de Terence Higgins, percussionista que des d’aleshores l’acompanya tant a l'estudi com a les gires, sent Revolutionary Love: Live at Big Blue (2021) l’últim disc en que surt acreditat fins a la data.
L’àlbum va arribar a la posició 11 de la llista Americana/Folk Albums i a la 155 de Billboard 200, ambdues publicades per Billboard.

## Llista de cançons
Totes les cançons foren escrites i compostes per Ani DiFranco. 
| Núm. | Títol                        | Durada |
| ---- | ---------------------------- | ------ |
| 1.   | «Dithering»                  | 5:04   |
| 2.   | «See See See See»            | 3:43   |
| 3.   | «Woe Be Gone»                | 4:01   |
| 4.   | «Careless Words»             | 5:10   |
| 5.   | «Allergic To Water»          | 3:43   |
| 6.   | «Harder Than It Needs To Be» | 4:57   |
| 7.   | «Genie»                      | 5:17   |
| 8.   | «Happy All The Time»         | 3:54   |
| 9.   | «Yeah Yr Right»              | 4:07   |
| 10.  | «Tr'w»                       | 2:46   |
| 11.  | «Still My Heart»             | 3:49   |
| 12.  | «Rainy Parade»               | 3:13   |

### Edició en vinil
| 1. | «Dithering»       | 5:04 |
| 2. | «See See See See» | 3:43 |
| 3. | «Woe Be Gone»     | 4:01 |

| 4. | «Careless Words»             | 5:10 |
| 5. | «Allergic To Water»          | 3:43 |
| 6. | «Harder Than It Needs To Be» | 4:57 |

| 7. | «Genie»              | 5:17 |
| 8. | «Happy All The Time» | 3:54 |
| 9. | «Yeah Yr Right»      | 4:07 |

| 10. | «Tr'w»           | 2:46 |
| 11. | «Still My Heart» | 3:49 |
| 12. | «Rainy Parade»   | 3:13 |

## Personal
- Ani DiFranco – veu, guitarres, tamburica, piano Wurlitzer, clavicèmbal, xilòfon
- Todd Sickafoose – baix, piano, orgue Bilhorn, sintetitzador, piano Wurlitzer, campanes, orchestron
- Terence Higgins – bateria, percussió
- Ivan Neville – piano Wurlitzer, clavinet, piano
- Jenny Scheinman – violí, veu de fons
- Mike Dillon – triangle a «See See See See»
- Matt Perrine – sousàfon a «Harder Than It Needs To Be»

### Producció
- Producció – Ani DiFranco
- Enregistrament – Mike Napolitano, Andy Taub
- Enregistrament addicional – Todd Sickafoose, Ani DiFranco
- Masterització – Brent Lambert
- Mescla – Ani DiFranco
- Direcció artística – Ani DiFranco, Brian Grunert
- Disseny – Brian Grunert (White Bicycle)
- Fotografia (retrats) – Charles Waldorf
- Fotografia (arrels) – Keattikorn, Shutterstock
- Fotografia (sorra) – Photka, Dreamstime

## Llistes
| Llista (2014)         | Posició |
| --------------------- | ------- |
| Americana/Folk Albums | 11      |
| Billboard 200         | 155     |

Ambdues llistes publicades per Billboard.